# 甘肃杜鹃
甘肃杜鹃（学名：Rhododendron potaninii）为杜鹃花科杜鹃花属下的一个种。

## 扩展阅读
- 維基物種上的相關：甘肃杜鹃